# Autoestrada A18
Die Autoestrada A18 ist eine geplante Autobahn in Portugal. Die Autobahn beginnt in Torres Vedras und endet in Carregado. Die Autobahn ist ein Projektstadium, genaue Angaben wann sie gebaut werden soll liegen nicht vor.

## Größere Städte an der Autobahn
- Torres Vedras
- Carregado